# 三枝明那
三枝 明那（さえぐさ あきな）は、ANYCOLOR株式会社が運営するバーチャルYouTuberグループにじさんじ所属のバーチャルライバー。ゲーム実況配信や歌配信を主として活動している。キャラクターデザインはネヲ。

## 人物・キャラクター設定
- 赤と白のメッシュが特徴的な髪型をした青年。年齢は20代前半[注釈 1]。好きなものはサウナ、猫[注釈 2]、二郎系ラーメン、ショタ。特技は暗算。
- 基本的に明るく快活な性格だが、時折冷静でリアリストな一面が垣間見える。左利きで、物心ついた時からの吃音。
- 歌うことが好きで、武道館でソロライブをすることが夢。

## 来歴
2019年
- 4月2日、愛園愛美と共にデビュー。
- 4月7日、YouTubeでの初配信を行う。
- 12月25日、YouTubeのチャンネル登録者数が10万人を突破。

2020年
- 1月23日、音楽ユニット「Rain Drops」の一員としてメジャーデビューすることが発表された。
- 12月25日、3Dモデルを公開。SEGA協力のもと、音楽ゲーム筐体でのプレイングをリアルタイムで映し出す、業界初の配信となった。

2021年
- 3月14日、YouTubeのチャンネル登録者数が30万人を突破。
- 11月11日、YouTubeのチャンネル登録者数が40万人を突破。

2022年
- 7月19日、YouTubeのチャンネル登録者数が50万人を突破。

2023年
- 4月10日、4周年記念ライブ「夢の足跡 / Akina Saegusa 4th anniversary LIVE "trackdown"」を開催。配信中にYouTubeのチャンネル登録者数が60万人を突破した。
- 12月24日、「にじさんじフェス2023」ガーデンステージ「七次元生徒会～お悩み解決出張編～」に「七次元生徒会」（メンバー：叶 / 樋口楓 / 三枝明那 / 緑仙 / レオス・ヴィンセント / 周央サンゴ）として出演。

## ディスコグラフィ
| 配信開始日    | 曲名             | 歌       | 作詞・作曲・編曲                       | 収録CD                     | 備考     |
| ------------- | ---------------- | -------- | -------------------------------------- | -------------------------- | -------- |
| 2021年9月1日  | はんぶんこ       | 三枝明那 | いゔどっと                             | -                          | 配信のみ |
| 2023年6月24日 | うぇいびー       | 三枝明那 | 栗山夕璃                               | 1st Mini Album「UniVerse」 |          |
| 2024年9月23日 | あさが来る！     | 三枝明那 | Chinozo                                | 1st Mini Album「UniVerse」 |          |
| 2024年9月25日 | アナザーシェード | 三枝明那 | ⌘ハイノミ                              | 1st Mini Album「UniVerse」 |          |
| 2024年9月25日 | RED              | 三枝明那 | r-906                                  | 1st Mini Album「UniVerse」 |          |
| 2024年9月25日 | Funeral          | 三枝明那 | くじら                                 | 1st Mini Album「UniVerse」 |          |
| 2024年9月25日 | ララバイ         | 三枝明那 | 作曲・編曲 : 宇佐美 宏 作詞 : 三枝明那 | 1st Mini Album「UniVerse」 |          |
| 2024年9月25日 | Prayers          | 三枝明那 | 堀江晶太                               | 1st Mini Album「UniVerse」 |          |
| 2024年12月8日 | UNITY            | 三枝明那 | 作詞・作曲:Q-MHz 編曲:神田ジョン       |                            | 配信のみ |

## 参加ユニット
- Rain Drops
  - 2020年にVirgin Musicからメジャーデビュー[12]したユニット。メンバーは、三枝明那、える、緑仙、ジョー・力一、鈴木勝（当初は童田明治も含めた6人だったが[13]、2022年4月30日に童田が卒業し[14]、以降は5人で活動）。2023年4月28日、同年5月1日より無期限の活動休止をすることが発表された。
- 七次元生徒会
  - 2023年4月より活動[15]。メンバーは、三枝明那、樋口楓、叶、緑仙、レオス・ヴィンセント、周央サンゴ。